# Sărbătoarea lui Nabi Musa

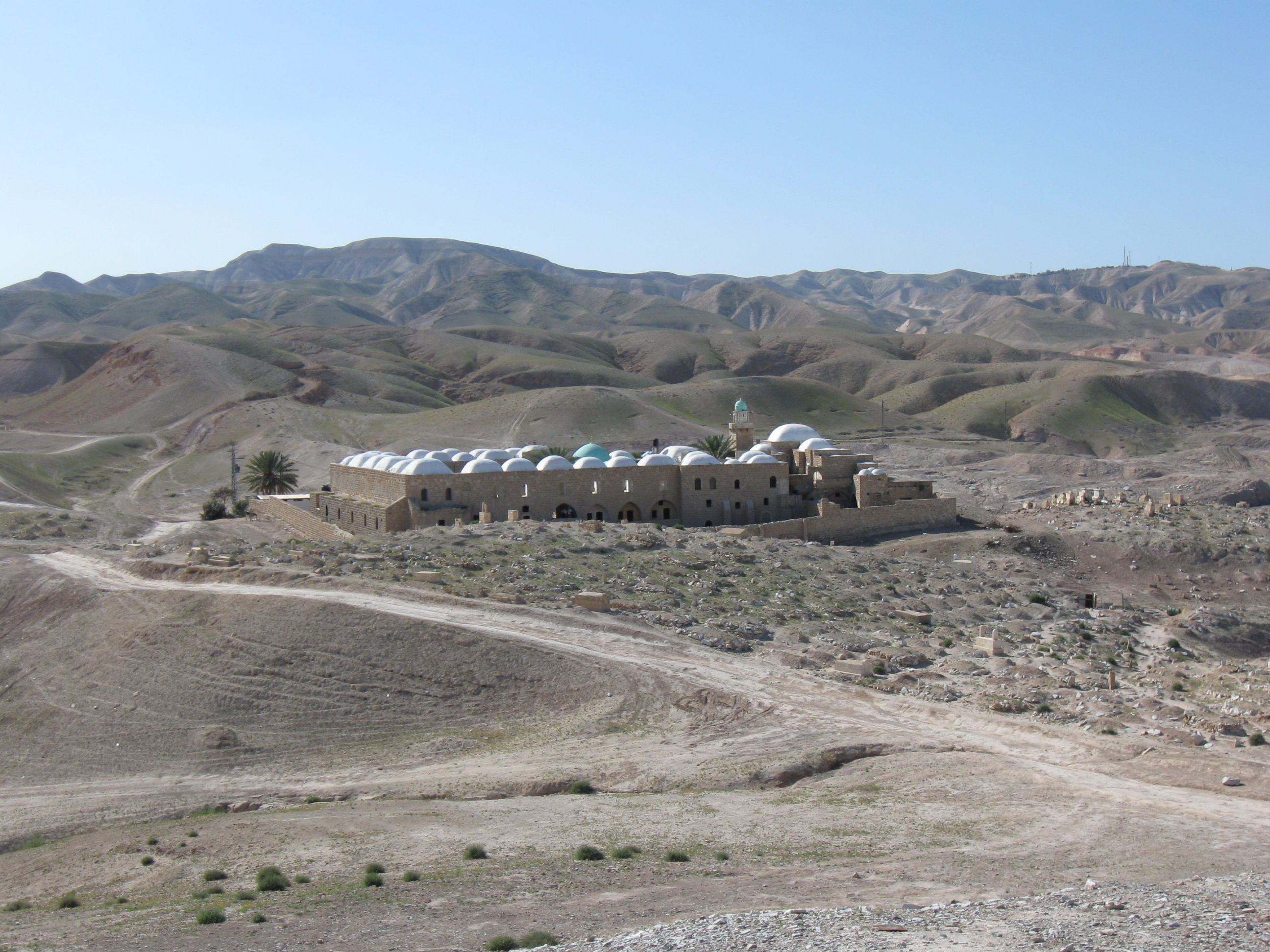
Vedere generală a sanctuarului (maqam) al lui Nabi Musa, dinspre sud-est

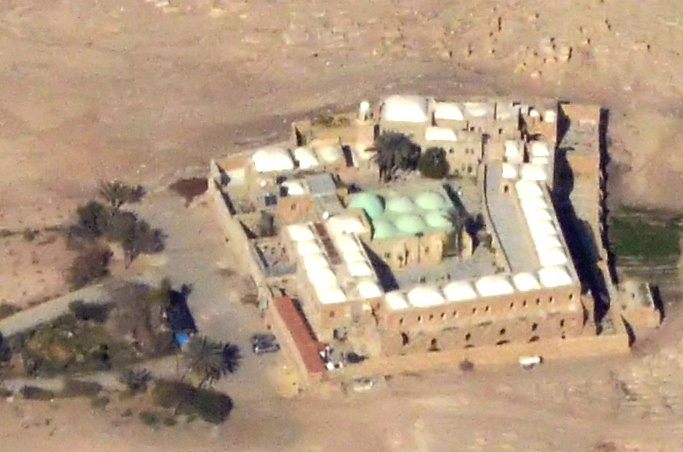
Sanctuarul Nabi Musa - vedere aeriană

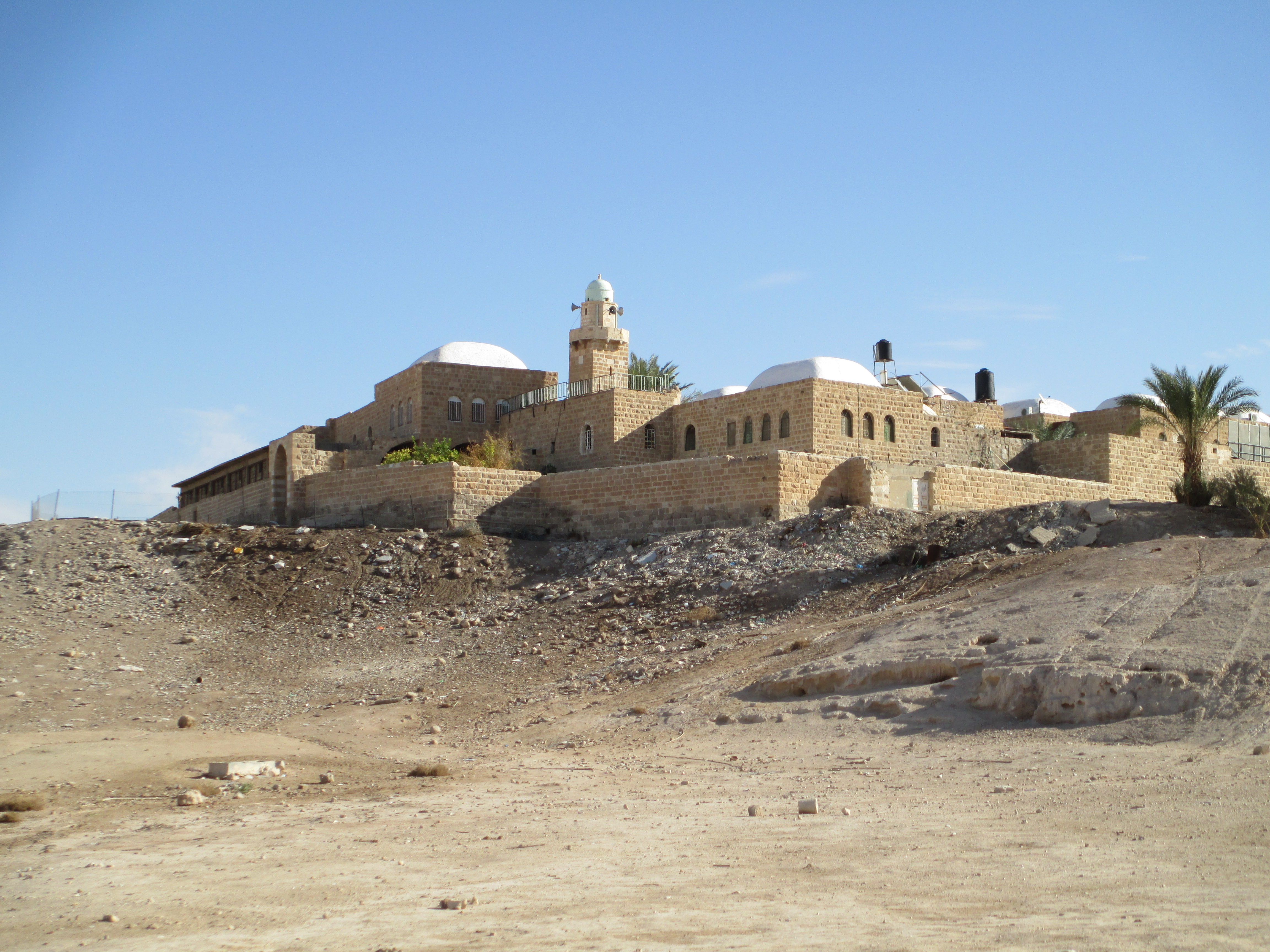
Nabi Musa

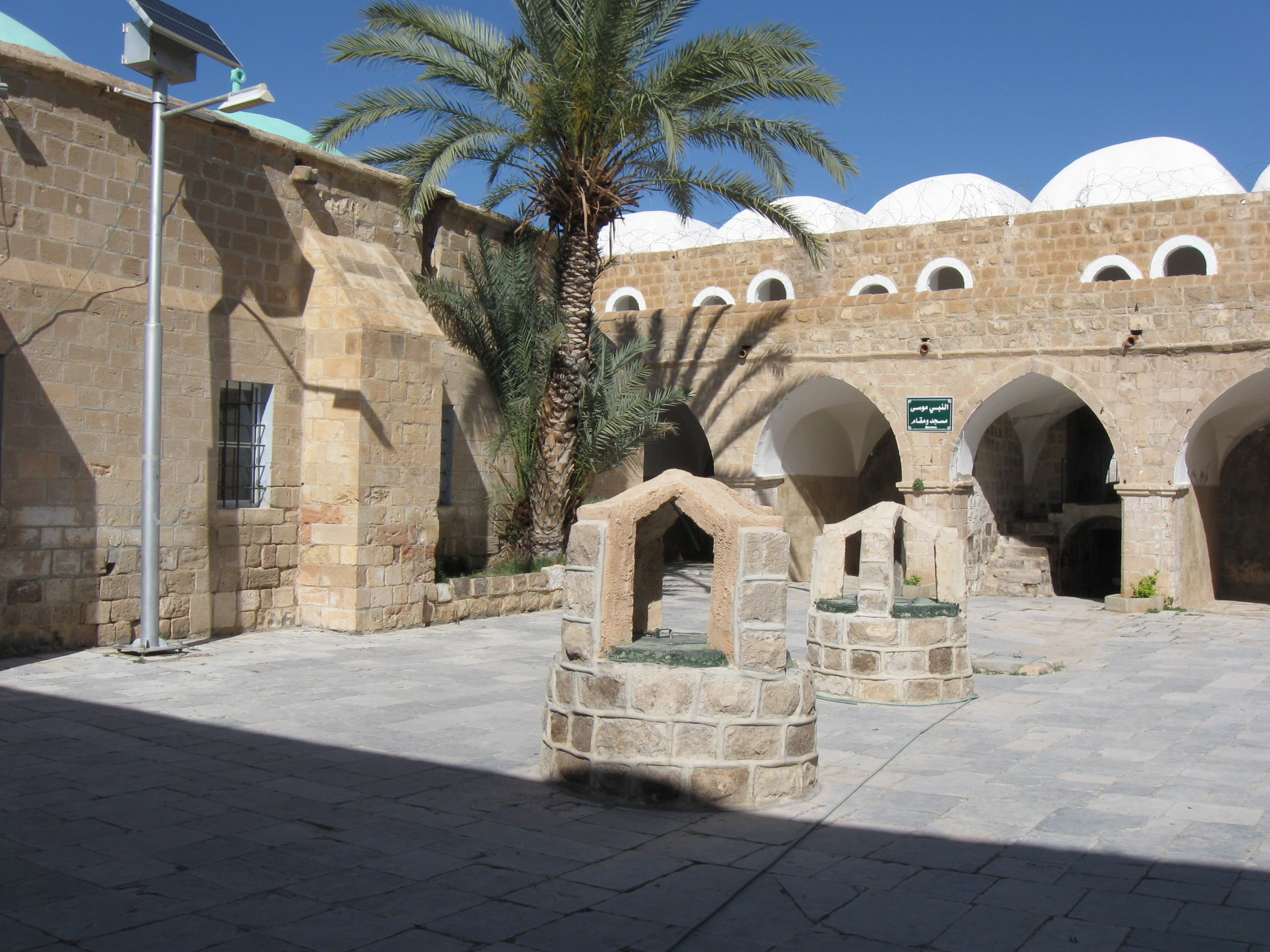
Curtea centrală a sanctuarului Nabi Musa

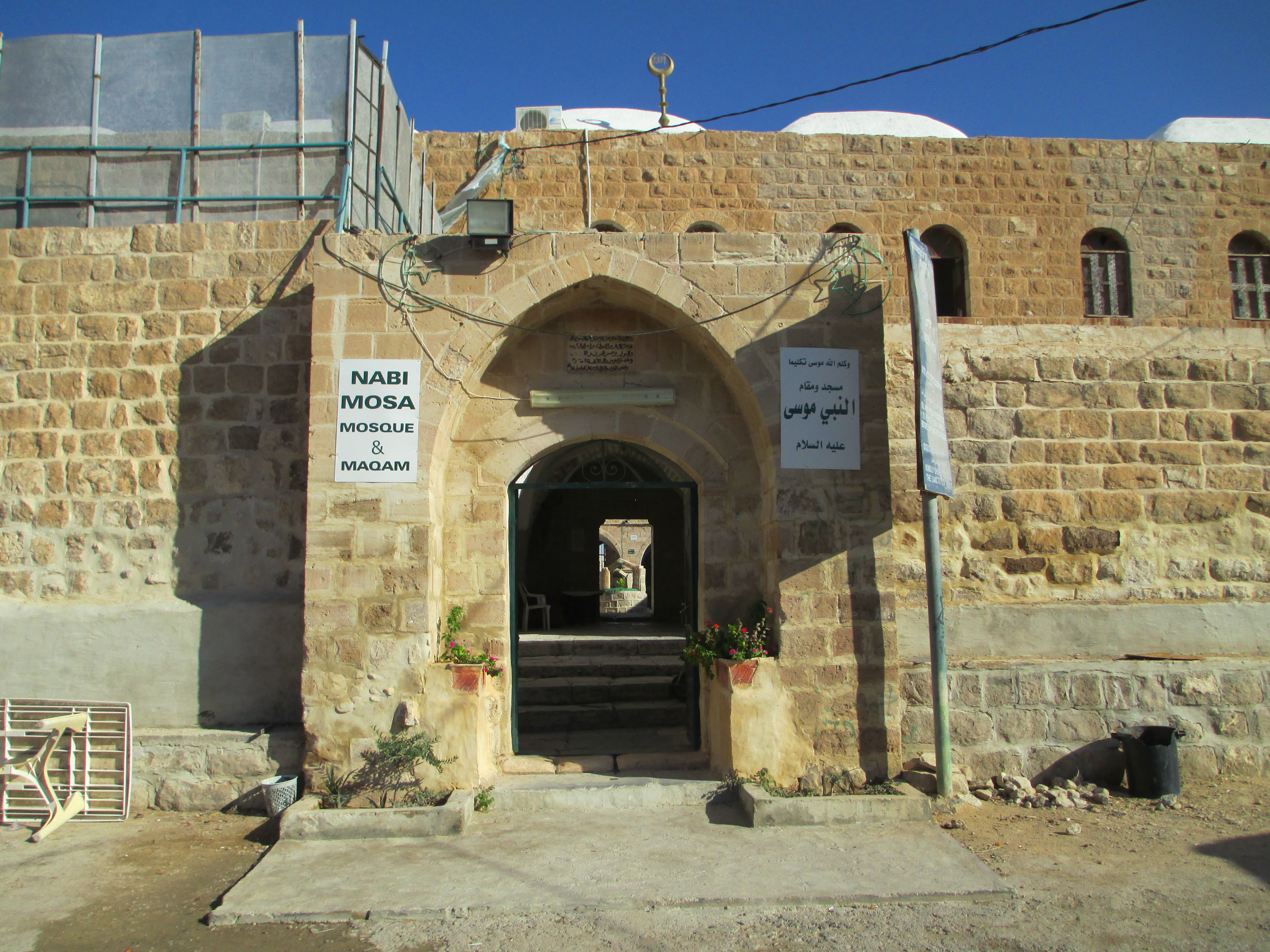
Poarta principală a sanctuarului

Sărbătoarea lui Nabi Musa sau Sărbătoarea profetului Musa (în arabă موسم النبي موسى Māusim An-Nabi Musa) este sărbătoarea pelerinajului credincioșilor musulmani (mausim) din Palestina la locul unde, după tradiția lor, se află mormântul profetului Musa, numele arab al biblicului Moise. Acest loc se află în Deșertul Iudeei, la 10 kilometri sud de Ierihon și 20 kilometri est de Ierusalim și este marcat de o moschee. La Nabi Musa ducea un drum sinuos lateral, la dreapta drumului principal dintre Ierusalim și Ierihon, la circa 2 km deasupra semnului care indică nivelul mării.
Mausimul este celebrat vreme de șapte zile în fiecare primăvară, fără legătură cu calendarul islamic. El începe în fiecare an în perioada 22 martie -25 aprilie, în vinerea dinaintea Vinerii Mari după calendarul iulian al bisericii ortodoxe grecești. În trecut cortegiul pelerinilor începea la Ierusalim , continua la moscheea mormântului lui Nabi Musa de lângă Ierihon și se încheia iarăși la Ierusalim 
Pe parcursul anilor, sărbătoarea, care se numea uneori Pelerinajul Ierusalimului (Hadj al Quds), a primit o semnificație socială și politică, iar în perioada Mandatului britanic asupra Palestinei, a devenit un focar de demonstrații naționaliste și împotriva sionismului și a prezenței crescute a evreilor în Palestina. Manifestațiile politice au cunoscut o escaladare în tulburările violente din anul 1920, devenind un semnal al declanșării conflictului dintre arabi și evrei.  
În anul 1937, în cursul Marii revolte arabe din Palestina (1936-1939), administrația britanică a limitat sărbătorirea la ceremonii locale, de amploare redusă, ținute strict în perimetrul sanctuarului Nabi Musa, oprind toate marile festivități și procesiuni de masă. 
Ulterior s-au făcut numeroase încercări de a reînnoi tradiția pelerinajelor, dar teama de exploatarea acesteia de către naționaliștii palestinieni laici și de către factori extremiști islamici, pentru ațâțarea maselor în scopuri politice, a făcut cârmuirile ulterioare - iordaniană (1948-1967), israeliană (1967-1997) și, după 1997, palestiniană, să continue a o limita. În apropierea moscheii Nabi Musa se află un sat arab cu acelaș nume, populat de circa 300 locuitori, care, ca și sanctuarul, se află în teritoriul administrat de Autoritatea Națională Palestiniană. În zonă au loc și antrenamente ale armatei israeliene.

## Fondul mitic al sărbătorii
Ca și alte personalități biblice, profeți și regi evrei antici, Moise este menționat și în Coran, sub numele său în limba arabă, Musa.Islamul cinstește  ca proroci un număr de figuri biblice și antice care au avut parte, după tradiția iudaică, cea creștină și alte tradiții, de revelația divină. După Mahomed, Moise-Musa este profetul amintit de cele mai multe ori în Coran. O mare parte din detaliile biografiei sale din Pentateuh (Tora), sunt povestite și în Coran, începând cu ascunderea lui într-un coș pe apele Nilului și terminând cu Ieșirea evreilor din Egipt și drumul lor în deșert. Și lui Musa, înaintea lui Mahomed, i s-a arătat Allah și el a devenit păstorul fidel al divinității și i-a ascultat Cuvântul. Sărbătorirea islamică a lui Musa în apropierea Paștelui evreiesc nu era, probabil, întâmplătoare, acesta din urmă fiind dedicat ieșirii evreilor din Egipt sub conducerea lui Moise, care este relatată și în Coran. 
O chestiune mai complexă este credința în legătură cu locul mormântului lui Moise.
În Tora sau Pentateuhul, care stă în centrul religiei iudaice, este scris in mod explicit, că Moise nu a călcat în Țara lui Israel, ci a murit în Țara Moabului, unde a fost îngropat într-un loc rămas necunoscut: „Și a murit Moise, robul lui Dumnezeu, acolo, în pământul Moabului, după Cuvântul Domnului;
Și a fost îngropat în vale, în pământul Moabului, în fața Bet-Peorului, dar nimeni nu știe mormântul lui nici până în ziua de astăzi” (Deuteronomul.34,4-5).
În schimb, Coranul nu vorbește de moartea lui Moise sau de locul unde a fost îngropat. Afirmația ca mormântul lui Musa ar fi în perimetrul Palestinei sau al Țării Israelului nu ar contrazice Coranul. În schimb, locul ales de tradiția arabilor din regiune pentru poziția acestui mormânt nu are o legătură cu Coranul. El se bazează, între altele, pe o legendă, după care Saladin ar fi avut o revelație în vis care i-a indicat locul mormântului lui Musa, și pe baza acesteia el a ridicat acolo un prim monument.
Se presupune că Saladin a ales locul din cauza proximității lui cu Ierusalimul.
Cercetătorul israelian al regiunii Palestinei-Israelului, Yosef Breslavi, observă că islamul cunoaște niște sanctuare speciale numite „maqam”, care , după opinia sa, au fost alese deoarece reprezentau puncte mai înalte, de observație, de unde se puteau zări de departe locuri considerate sfinte. Nabi Musa însuși putea fi considerat un astfel de punct de observație, de unde se pot desluși de departe stepele Moabului și Muntele Nebo
Exemple similare sunt Maqam Nabi Halil în Munții Moabului in Iordania, care privește spre Hebron în Cisiordania, sau Nabi Yosha cu un loc de rugăciune închinat lui Iosua, fiul lui Nun (Iosua Navi)  aflat lângă Salt, în Iordania, și care privește către Ierihon, Nabi Sujud din sudul Muntelui Hebron, unde se crede că se află mormântul lui Oholiav ben Ahisamah, din tribul Dan, și de unde se poate vedea teritoriul care aparținea, după tradiție, tribului Dan.
Ehrlich a identificat și el un loc pe teritoriul tradițional al tribului Beniamin (Binyamin) -  Nabi Rubin, care privește spre ținutul Moabului din Iordania, unde în vechime trăia tribul Reuven. 
În nuvela sa „Nikmat Haavot” (Răzbunarea străbunilor), a cărei intrigă se petrece în parte în timpul Mausimului Nabi Musa, scriitorul ebraic Ithzak Shami  se referă la un mit religios înfiripat în jurul acestei sărbători. Allah însuși, dorind să-și împace alesul, Musa, și să-i îndulcească greaua pedeapsă cu care l-a lovit la mânie, i-a jurat înainte de săvârșirea acestuia din viața pământească, „să nu-l lase singuratic și îndepărtat în pustie, și că mulți îl vor vizita.”
Legende arabe care circulau în regiune vorbesc de Wadi Musa ,lângă Petra, ca locul morții  lui Harun (Aaron),fratele lui Musa, și despre fuga lui Musa din fața îngerului morții, Azrael, până în colinele de la vest de Marea Moartă. După o promisiune a lui Allah, el nu avea să moară decât atunci când va intra el însuși de bună voie într-un mormânt. Odată văzând niște meșteri care săpau un cavou într-un loc stâncos, destinat, ziceau ei,comorii unui rege din părțile acelea. Musa, istovit, a cerut voie să intre acolo ca să-și odihnească oasele. În momentul în care s-a culcat a apărut îngerul mortii deghizat ca șef al acelor meșteri, și i-a oferit un măr. Cum de a apropiat mărul de față și i-a simțit parfumul, el și-a dat suflarea. Meșterii, care nu erau altceva decât îngeri trimiși dinadins în acel loc, l-au îngropat.

## Sanctuarul
Mormântul este situat în inima Pustiului Iudeei, la circa 10 kilometri sud de Ierihon, și circa 20 kilometri est de Ierusalim.
Ctitorul moscheii din sanctuar a fost Salah Ad-Din (Saladin), dar actualul sanctuar, zidit din calcar bej , a fost inițiat de către sultanul Beibars prin anul 1269, așa cum se poate deduce din inscripția aflată pe unul din pereții moscheii. Tradiția  spune că sultanul Beibars ar fi fost acela care ar fi incredințat familiei Al Huseini custodia sanctuarului și a moscheii, iar  aceasta a organizat cortegiul în fiecare an și a asigurat aprovizionarea pelerinilor cu mâncare.  
Cu timpul au fost adăugate clădirii un minaret (în anul 1480 ), precum și noi aripi destinate să servească drept han pentru numărul tot mai mare de pelerini. De pe minaret se pot vedea, în afara ansamblului sanctuarului, colinele Pustiului Iudeei și Valea Iordanului.  
Sanctuarul este și in zilele noastre o clădire impunătoare cu zeci de cupole vospite in alb și cu o curte mare îndreptată în direcția Mecca și înconjurată de 120 încăperi. Complexul arhitectonic se întinde pe o suprafață de circa 5000 m². Moscheea conținând mormântul lui Musa, provenită din edificiul în versiunea sa mai restrânsă inițială, construită de sultanul Beibars, se află în centrul curții, lângă zidul de vest al curții. Ea conține un mihrab (nișă) în direcția Mecca, și lângă acesta un minbar, de unda imamul își rostește predica. 
Un zid împarte moscheea în două părți: cea de est destinată bărbaților, și cea de vest pentru femei.
În curte se află cisterne pentru colectarea apei de ploaie.
La dreapta intrării principale în moschee  o alta ușă duce spre o încăpere mai mică, in mijlocul careia se află mormântul presupus al profetului  Musa. 
Pe inscripția mamelucă de pe perete se poate citi:
„Zidirea acestui Maqam pentru mormântul profetului care a fost Interlocutorul lui Dumnezeu (kalim Allah), Moise, a fost poruncită de majestatea sa, Sultanul Dhaher Abu El Fateh Beibars in anul 668 de la Hijra”
 (1269-1270). 
La 2 km sud de Nabi Musa se mai află o clădire cu două cupole, pe care tradiția musulmană o identifică drept mormântul lui Hasan Al Rai, ciobanul oilor lui Musa, precum și un mare cimitir musulman, unde sunt îngropați pelerini care au decedat în timpul sărbătorii, precum și persoane care au lăsat prin limbă de moarte dorința de a fi înmormântați lângă acest sanctuar.
În zonă băntuiesc musculițe de nisip - flebotomi - care sunt cunoscute ca vectori ai paraziților Leishmaniozei, infestație cunoscută în ebraică sub numele de „Trandafirul de Ierihon” (Shoshanat Yeriho), din cauza aspectul unor leziuni de piele pe care le produce.   

### Stâncile lui Musa
Moscheea Nabi Musa este înconjurată de șisturi bituminoase negre, din care beduinii produceau petrol.
Acestea erau cunoscute sub numele de „Stâncile lui Musa” (Ihjar Musa - احجار موسى). Beduinii erau convinși că Allah a binecuvântat locul în care a fost îngropat Musa cu izvoare de apă și cu „stânci de foc”.
Tawfiq Canaan, în cartea sa „Sfinți și sanctuare mohamedane” (Mohammedan Saints and Sanctuaries, 1927) a remarcat că stâncile negre din jurul sanctuarului Nabi Musa se aprindeau dacă era puse în contact cu focul. Bucățele din ele erau folosite ca amulete, fiind tăiate în forme pătrate și triunghiulare și înscrise in talismane ocrotitoare.

## Cortegiul și sărbătoarea
În timp de sărbătoare fiecare oraș mai mare trimitea o delegație proprie, înzestrată cu un steag purtat cu mândrie de conducătorul ei. Majoritatea delegațiilor veneau din Nablus, Hebron, Ierusalim  și Ierihon. Mai veneau și triburi de beduini din Neghev, precum și pelerini din Jaffa, și Haifa. În unii ani veneau și grupuri de pelerini din zone mai îndepărtate ale Levantului, ca Damasc, Homs și Aleppo. Pelerinii și toate delegațiile se întruneau la început la Ierusalim, unde participau la rugăciuni în Moscheea Al-Aqsa, iar după aceea plecau în direcția Nabi Musa. Veneau și multe femei cu probleme de fertilitate care sperau că profetul le va ajuta să procreeze. Pentru aceasta trebuiau să atingă stofa care acoperă mormântul și să rostească rugăciunea lui Musa din sura XX Taha, 25-28 din Coran 
„„Doamne, lărgește-mi pieptul, ușurează-mi munca, dezleagă-mi nodul limbii, așa ca ei să-mi priceapă vorba””
sau să înghită o licoare dintr-o plantă care crește în preajma sanctuarului. Aceste din urmă practici nu sunt în general bine văzute de musulmanii bigoți și de aceea erau aplicate mai mult în taină.
Sărbătoarea începea cu procesiunea spre Ierusalim. Oamenii simpli mărșăluiau pe jos, iar cei înstăriți - efendi sau ayan - pe cai, în timp ce soțiile și familiile lor erau de obicei transportate la destinație mai devreme. Petrecerile începeau deja în această etapă, în diversele popasuri, mai ales lângă mormintele unor personaje venerate, cu cântece, dansuri de derviși, adepți ai sufismului, acompaniate de tobe și fluiere.
Ajunși la Ierusalim se adunau cu toții grupuri-grupuri, după locul lor de obârșie. Numărul pelerinilor ajungea la câteva  mii. Vineri dimineața mulțimea se reunea pe esplanada Muntelui Templului - Haram ash-Sharif, pentru rugăciunile de dimineață. De acolo pelerinii porneau la drum, o parte pe jos, iar alții pe cai, uneori și cu automobile și camioane.
După sosire pelerinii ridicau tabere în jurul sanctuarului și își petreceau vremea in ceremonii religioase, dansuri, prânzuri festive, discuții, jocuri, și alte activități. Deoarece proveneau din numeroase locuri din țară, profitau de ocazie pentru a schimba informații și a păstra legătura cu rude de departe.
În curtea sanctuarului poposeau și negustori ambulanți, cu mărfurile lor. Unul din evenimentele cele mai populare era cursa de cai, care avea loc în afara sanctuarului. Unii cred că aceste turnee erau o datină încă din vremea lui Saladin. O astfel de cursă este descrisă și de Itzhak Shami în nuvela sa, „Răzbunarea străbunilor.”
La sfârșitul festivităților publicul revenea la Ierusalim, în amiaza Joii Mari a creștinilor ortodocși, ziua care precede Vinerea Mare. După o ultimă procesiune pe străzile orașului, delegațiile se risipeau fiecare în drumul ei către casă.
Ziaristul britanic Philip Perceval Graves, fratele poetului și scriitorului Robert Graves, a oferit o descriere vie a întoarcerii convoiului de pelerini de la țară la Ierusalim, trecând prin Poarta Jaffa.
„La intrarea în Orașul Vechi, entuziasmul mulțimii atingea intensitatea ei maximă. Bărbați cu privirea cuprinsă de extază extremă dansau într-o învârtire amețitoare, cu capul descoperit și pletele lungi în vânt...La urma venea și flamura verde a Hebronului, înconjurată de o gardă de zece luptători vânjoși cu săbii. Ei treceau mândri cu steagul lor, până ce ajungeau în locul unde îngusta stradă Dawud se revarsă în labirintul orașului vechi. Pentru ultima dată ei își răsuciră deasupra capetelor lamele strălucitoare și dispărură în întunecimea ulițelor”
 (Philip Perceval Graves - Palestine:The Land of Three Faiths, Jonathan Cape, Londra 1923, citat in Hunt Janin - Four Paths to Jerusalem:Jewish, Christian, Muslim and Secular Pilgrimages:1000 BCE to 2001 CE, McFarland, Jefferson, North Calorina 2002 p.193) 
 
În Letters from Jerusalem:During the Palestine Mandate, Eunice Holliday descria așa procesiunea la Mormântul lui Nabi Musa, într-o scrisoare adresată mamei ei: 
„Procesiunea era cel mai ciudat lucru pe care l-am văzut vreodată, ceva mai dezordonat mai rar îți poți închipui, dar e tipic pentru această țară. Oamenii veneau grupuri-grupuri, mai întâi o gloată cu steaguri de mătase, de toate culorile, apoi alta dansând - dansul arăbesc e o glumă - iar pe urmă o mulțime cântând și învârtind săbii și bâte, iar printre ele, risipite, grupuri de polițiști călare și soldați, atenți să nu fie vreo încăierare. Cea mai frumoasă parte a zilei era să vezi pe toți felahii (țăranii de la sate) cu hainele  lor noi-nouțe. Culorile erau minunate, haine de catifea de un roz strălucitor, violete sau albastre, femeile în rochii galbene cu broderii în roșu și verde, toate purtând văluri albe. Era o priveliște superbă...”

## Caracterul politic și național al sărbătorii
Odată cu creșterea mișcării naționale arabe în Orientul Apropiat, inclusiv în Palestina, la începutul secolului al XX-lea, sărbătoarea Nabi Musa a adoptat un caracter politic naționalist. Deoarece festivitățile reuneau locuitori din diverse colțuri ale Palestinei, ele au contribuit la crearea unei identități comune ale arabilor locali de la orașe și sate. Hadj Amin al-Husseini și alți lideri naționaliști s-au străduit să folosească prilejul oferit de aceasta populară sărbătoare pentru a ațâța populația arabă contra sionismului și a populației evreiești veterane sau imigrate. 
Zilele de Nabi Musa au îmbrăcat un caracter militant, încă dinainte, mulți din pelerini fiind înarmați, mai ales cu cuțite, săbii și ciomege. Obișnuiți din anii precedenți cu gesturi de amenințare și intimidare la adresa comunităților creștine din regiune și cu încăierări sângeroase chiar și cadrul întrecerilor între diversele delegații, festivitatea a adoptat treptat acte de ostilitate îndreptate contra sioniștilor, și în general, a evreilor. 
Atmosfera ostilă și înfricoșătoare a procesiunilor  a fost descrisă. între altele de mărturia lui Yona Sokolovski și în cartea lui Michael Bar Zohar și Eitan Haber, „Hamirdaf aharey hanasih haadom” (Urmărirea Prințului Roșu). Multimea ațâțată scanda lozinci precum Bismillah ! („În numele lui Allah”), „Guvernul e cu noi” (Ad-Dawla maana) și cânta „Palestina e țara noastră, evreii sunt câinii noștri” (Falastin arduna, al yahud kilabuna).

## Istoria

### Epoca mamelucă
Drumul Ierusalim-Ierihon se afla pe una din principalele trasee folosite de arabii musulmani din Levant în pelerinajul la Mecca. Mausoleul (maqam) cu mai multe cupole al lui Nabi Musa se ridica într-un loc care marca sfârșitul primei zile de mers în această direcție. La origine era un loc de unde pelerinii puteau vedea Valea Iordanului și zăreau dincolo de Iordan Muntele Nebo, unde după Biblie, se crede că se află mormântul lui Moise (Musa).

Se crede că sărbătoarea ar fi fost introdusă în calendarul musulman local în vremea sultanului Saladin, cel care în 1187 i-a izgonit pe cruciați din Ierusalim. Se crede ca, deși a permis, în continuare, creștinilor să viziteze locurile lor sfinte la Ierusalim cu ocazia Paștilor  
Saladin s-a temut ca ei pot folosi prilejul pentru a provoca tulburări sau a recuceri orașul. De aceea sărbătoarea Nabi Musa ar fi fost pentru el un pretext comod pentru a asigura prezența  la nevoie a unei mari mase de musulmani în zona Ierusalimului. Asa s-ar explica faptul ca deși sărbrtoarea are un caracter religios musulman, ea se tine la o dată fixată după calendarul creștin ortodox, începând din ultima vineri de dinaintea Vinerii Mari. Din cauza acestei datări, masa de pelerini musulmani urma să se întoarcă în preajma cartierului creștin și a Bisericii Sfântului Mormânt concomitent cu sosirea pelerinilor creștini în ziua Paștilor. Dar aceasta nu este decât o ipoteză, nefiind dovedită.
În anul 1269 sultanul mameluc Baibars al Bunduqdari a construit în presupusul loc al mormântului lui Nabi Musa un mic sanctuar - maqam-, ca parte a politicii generale adoptate după cucerirea orașelor și satelor din Palestina și sudul Libanului, în urma izgonirii cruciaților. Sanctuare de acest fel închinate profeților menționați în Coran și tovarășilor lui Mohamed, au fost finanțate prin „awqaf”, un patrimoniu creat din proprietățile confiscate de la Biserica Romano-Catolică. În cazul lui Nabi Musa, fondul waqf a fost obținut prin exproprierea unor proprietăți bisericești din apropierea Ierihonului.
Activitatea de ctitor pios a lui Baibars al Bunduqdari a creat un precedent  pentru următorii stăpânitori. În lungul evului mediu în apropierea sanctuarului au fost ridicate  hanuri, principalul han în actuala lui formă fiind terminat în deceniul 1470-1480.
Se crede că pe parcursul anilor, punctul de observație de dincoace de Iordan a muntelui unde a fost îngropat Moise, s-a confundat cu mormântul însuși, crescându-i însemnătatea religioasă în cadrul cultului sfinților (Wali) practicat de musulmanii arabi din Palestina. 

### Epoca otomană

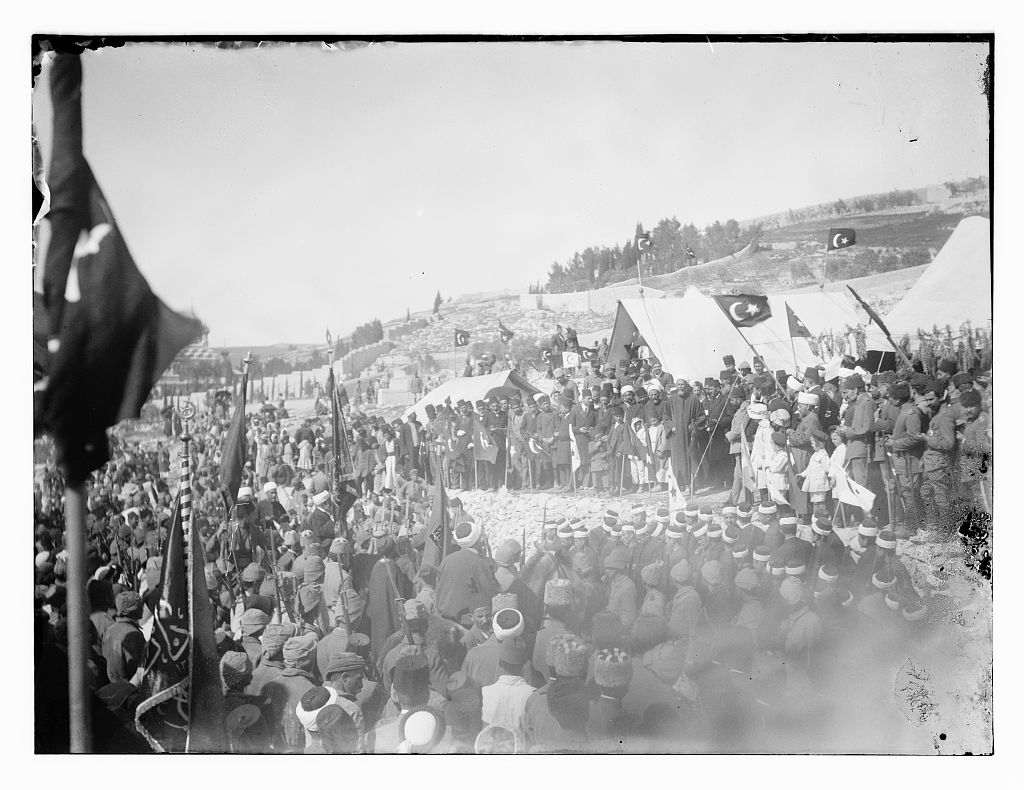
Ultima festivitate de Nabi Musa din timpul stăpânirii otomane, 1917

Pe la 1820 administrația otomană a restaurat clădirile, care ajunseseră în secolele precedente la un grad înaintat de deteriorare. De asemenea, în fața creșterii influenței puterilor creștine în Palestina, turcii au promovat pelerinajele festive ale musulmanilor la mormântul lui Nabi Musa, în perioada din an în care concetățenii creștini sărbătoreau Paștile.
În cursul secolului al XIX-lea, mii de musulmani, mai ales din zonele Hebron și Nablus, precum și din satele din jurul Ierusalimului, țărani și muncitori agricoli cu familiile și prietenii lor, obișnuiau să se adune la Ierusalim, apoi să se indrepte într-un cortegiu spre sanctuarul Nabi Musa și să petreacă acolo vreme de trei zile în festivități animate, însoțite de rugăciuni,cântece, dansuri și jocuri. Oficiau cu acest prilej numeroase ceremonii de circumcizie și de tuns al pruncilor, și apoi vizitau și mormântul din apropiere (la 2 km la sud) al ciobanului lui Musa, Hasan ar-Rai, unde erau cinstiți de asemenea ca oaspeți ai waqfului.În ziua a șaptea se întorceau într-un cortegiu triumfător la Ierusalim. Ca în cazurile altor ceremonii musulmane de venerare a unor personaje sacrosancte locale sau biblice,  festivitățile lui Nabi Musa atrăgeau și unele familii arabe creștine.
Începând din secolul al XVIII-lea, în fruntea patrimoniului (Waqf) al sanctuarului Nabi Musa au fost numiți ca administratori - mutawalli -cu schimbul, reprezentanți ai familiilor Yunus și Al-Huseini din Ierusalim. Aceștia din urmă au contribuit la creșterea rolului jucat de Ierusalim în organizarea sărbătorii. O ultimă substanțială restaurare a sanctuarului a fost ordonată în 1885 de către muftiul de atunci al Ierusalimului, Mohammed Taher al Huseini. Politizarea treptată a festivităților produsă încă înainte de 1914 s-a însoțit de accentuarea sentimentului de identitate comună regională a locuitorilor din zonele geografice implicate în acest pelerinaj.
Autoritățile otomane, reprezentate la Ierusalim de către mutasarrifi și supectate uneori de incitarea sentimentelor anti-creștine , au căutat în cele din urmă să asigure o desfășurare controlată și în ordine a festivităților

La începutul secolului al XX-lea, sub domnia sultanului Abdul Hamid al II-lea, procesiunea pornea de pe Muntele Templului - Haram ash-Sharif din Ierusalim, în prezența guvernatorului otoman, a muftiului Ierusalimului si a notabililor. Ea era însoțită de stindarduri distinctive ale sărbătorii care erau păstrate pentru ocazie de câteva familii: două steaguri ale familiei Qutb,  două ale profetului Dawud (David) păstrate de familia Dajani-Dawudi, două verzi ale profetului Musa, aflate în sarcina familiei Yunus-Huseini și un alt steag, de asemenea al lui Musa, deținut de familia Qulaybu. Steagurile fuseseră scoase din „Casa stindardului” („Dar Al Bayraq”) aflată pe aleea Muftiului - Aqabat al Mufti, casă care aparținea familiei Raghib-Huseini.  Dupa ce a străbătut Tarik al Mujahiddin, Cortegiul ieșea din Orașul Vechi prin Poarta Leilor sau Sf.Ștefan (Bab al Asbat). În fața flamurilor mărșăluia o fanfară militară, iar în spatele lor pășeau tineretul din cartierul Bab Hutta  „flamura tineretului” (Bayraq ash-Shabab) fiind ținută de un reprezentant al familiei de muhtari Zayid sau Fajuli din Bab Hutta. Mai venea și o formație muzicală - sayara - bătând din tobe mari și mici și tamburine și din chimvale de alamă. Aceasta era alcătuită din membri ai familiei Dis în frunte cu Sheikh Atif, conducătorul moscheii Sheikh Jarrah. Mai purtau steaguri țărani din satele vecine cu Ierusalimul, ca Silwan, Al Ayzariya (Betania) sau Abu Dis. Fiecare familie își avea propria formație muzicală - sayara, care interpreta cântece ca de exemplu „ahazij” și dansuri ritmice - „dabqa” (dabakat) sau „raqs”.După aceștia venea un grup condus de Sheikh Abu Abd al Qazzaz, care declama cu voci răsunatoare poezii "muashshahat" și versete din Coran., imnuri în cinstea Profetului și lozinci patriotice ca de pildă „Iftah al bawaba, Abd al Hamid al mansur!” (Deschide porțile, Abdul Hamid cel victorios!). Apoi veneau reprezentanți ai ordinii - jandarmi, poliție călare și călăreți pe cămile, în straie de sărbătoare.După aceștia veneau călare notabili din familii precum Al Salihani, Jarallah, Al Alami, Rassas etc.și trăsura în care se aflau guvernatorul turc și muftiul.Ajunși la Ras al-Amud, pe Muntele Măslinilor, erau binecuvântați de primarul Ierusalimului într-un cort uriaș și li se împărțeau băuturi reci și cafea.De acolo lumea lua cai și căruțe  pentru a porni spre Nabi Musa.Și în toată aceasta vreme ulițele orasului erau pline de oameni, și de  vânzători ambulanți de alimente, băuturi, țigări,narghile, jucării etc    După mărturia lui Samuel Curtiss, au ajuns să participe la ceremonii circa 15,000 de pelerini de pe tot cuprinsul Palestinei. Odată ajunși la sanctuar, familiile Al Huseini și Yunes distribuiau vreme de o săptămână două prânzuri pe zi tuturor pelerinilor
În 1913 guvernul Junilor Turci au pus Fondul Waqf Nabi Musa sub jurisdicția Ministerului otoman al Wakfului.
În timpul Primului război mondial în februarie 1918 o unitate neo-zeelandeză din cadrul armatei britanice  a atacat armata otomană care folosea sanctuarul ca pe o fortăreață și postase în el cinci tunuri cu care controla valea, blocând avansarea britanicilor.
Ea a s-a îndreptat noaptea dinspre pârâul Qumran, aflat la 5 km mai la sud, prin valea Hurkania spre Marea Moartă, iar de acolo în zona abruptă a pârâului Og (Nahal Og), în arabă Wadi Kaneitera și până la urmă a izbutit să pună stăpânire pe Nabi Musa și tunurile turcești și să înlăture blocada.

### Dominația britanică

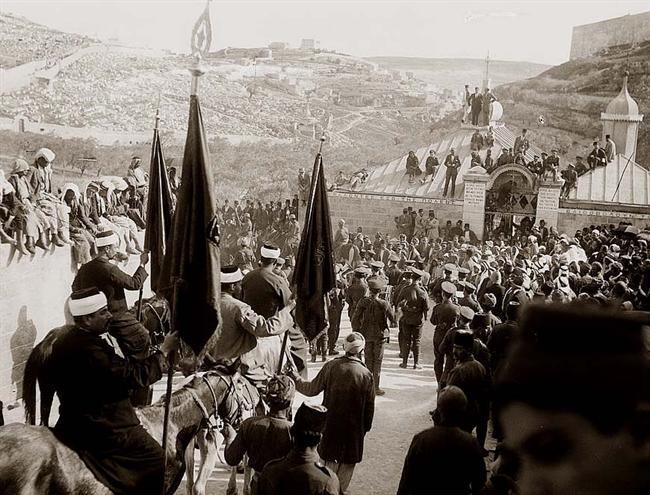
Festivitatea de Nabi Musa în 1920, în ajunul atacurilor asupra evreilor din Ierusalim

În timpul stăpânirii britanice , procesiunile de Nabi Musa erau însoțite de muzică de fanfară militară britanică, de militari și forțe de poliție. 
Lângă Poarta Leilor a Orașului Vechi în Ierusalim autoritățile britanice obișnuiau să posteze un tun care trăgea în cinstea steagului profetului Musa,

Începând cu anul 1919 festivitățile au început să cuprindă ținerea de discursuri politice incendiare. 

#### Tulburările de la Ierusalim, 1920
În anul 1920 sărbătoarea lui Nabi Musa a coincis cu Paștele evreiesc (Pesah). La 4 aprilie Amin al Huseini și ziaristul Aref al Aref au cuvântat atâțând mulțimea  de arabi adunată la Ierusalim cu prilejul pelerinajului din toate colțurile Palestinei, chiar și din rândurile arabilor creștini.. Ei chemau la rezistență împotriva Declarației Balfour. Amin al Huseini, călare pe un cal alb și înconjurat de drapelele arabe ale Ierusalimului, a arătat celor adunați portretul emirului hașemit Faisal, care fusese încoronat cu sprijinul britanicilor, rege al Siriei, și a strigat „Acesta este regele vostru!”.  După rugăciunile la Moscheea Al Aqsa, mulțimea, ce cuprindea și detașamente de copii din organizațiile de cercetași musulmani, s-a îndreptat către cartierul evreiesc al Orașului Vechi scandând „Măcelăriți-i pe evrei, guvernul e cu noi” (Idbah al yahud, ad-dawla maana!). Unii din pelerinii musulmani țineau pancarte pe care scria:Palestina (Falastin) este o parte a Siriei. Unitățile britanice fuseseră retrase din oraș cu câteva zile în urmă și locuitorii cartierului, care se așteptau la atacuri, erau în situația de a trebui să se apere singuri. Zeev Jabotinski a organizat din vreme, sub auspiciile Comitetului deputaților evrei și cu știrea autorităților britanice, o organizație de pază, dar până la urmă, soldați britanici veniți pentru scurtă vreme la fața locului nu l-au lăsat pe el și pe oamenii săi să intre. Vreme de patru zile s-au produs acte de violență și jaf contra evreilor, cu săbii, pumnale, ciomege.Soldații britanici au intervenit abia în a treia zi a tulburărilor. Au fost uciși cinci locuitori evrei și patru arabi, iar 211 evrei și 21 arabi au fost răniți,  două femei evreice au fost violate.
Procesiunea a ieșit apoi din Orașul Vechi prin Poarta Leilor și s-a urcat pe Muntele Măslinilor.
Autoritățile britanice conduse de generalul Louis Jean Bols, guvernatorul militar al Ierusalimului, au arestat un număr de arabi, dar și pe Jabotinski și 19 din membrii grupului de apărare pe care l-a organizat, sub acuzația de deținere de arme și de intenția de a-i ataca pe arabi. Amin al Huseini și Aref al Aref au fugit în Transiordania și apoi în Siria, și au fost condamnați fiecare la 10 ani închisoare în contumacie , alți doi locuitori arabi au fost condamnați la 15 ani închisoare pentru viol.
Jabotinski a fost condamnat la 15 ani munca silnică, urmați de expulzare, iar câtiva tovarăși de ai săi la 3 ani muncă silnică. Ulterior, după instaurarea oficiala a mandatului britanic în locul administrației militare, atât arabii. cât și evreii condamnați au fost grațiați. Jabotinski s-a luptat apoi pentru anularea sentinței contra sa, care, în cele din urmă, după multe demersuri, a fost decisă de ministerul de război britanic.
In conștiința evreilor din Palestina tulburările din timpul sărbătorii lui Nabi Musa din 1920 au rămas cunoscute ca Meoraot Tarap, adică Evenimentele din anul 5680(după calendarul ebraic).

### Avatarurile sărbătorii din 1920 și până astăzi
În 1937, la un an după izbucnirea Marii revolte arabe din Palestina (1936-1939) care revendica oprirea imigrației evreiești spre Palestina și exprima și ostilitatea față de administrația britanică, autoritățile mandatare au interzis pelerinajul tradițional de la Ierusalim la Nabi Musa și înapoi de teama potențialului exploziv al festivităților. La Nabi Musa au avut loc numai ceremonii restrânse ale unor credicioși.

#### Iordania
Aceasta interdicție a continuat și după Războiul arabo-israelian din 1948-1949, în cursul căruia a căzut sanctuarul și satul Nabi Musa în mâinile Iordaniei. Din cauza tensiunii generate de masivul exod de refugiați din restul Palestinei în teritoriul său, Regatul iordanian sub conducerea dinastiei hașemite, nu a văzut cu ochi buni posibilitatea reluării pelerinajelor anuale. După asasinarea la Moscheea Al Aqsa din Ierusalim a  regelui Abdallah I de către atentatori palestinieni, aflați în legatură cu cercul lui Hadj Amin al Huseini, Iordania a interzis și ea marile adunări populare pe platforma moscheilor de pe Muntele Templului, la începerea festivităților de Nabi Musa. Au fost permise numai ceremonii limitate la zona mormântului lui Nabi Musa.  Sanctuarul a fost folosit până în 1967 de armata iordaniană ca bază militară și depozit de muniții, arme și combustibil

#### Israel
După cucerirea Muntelui Templului și a sanctuarului Nabi Musa de către Israel în cursul Războiului de Șase Zile pelerinajul a continuat sa fie interzis. Cel dintâi „Mausim”  permis la 50 de ani după interdicția de către britanici, a  avut loc în anul 1987, fiind organizat de către Waqful musulman din Ierusalim. Au participat la festivitate circa 50,000 de pelerini. Odată cu izbucnirea la sfârșitul acelui an a Primei Intifade pelerinajul a fost din nou prohibit.

#### Autoritatea Națională Palestiniană
În anul 1995 perimetrul sanctuarului Nabi Musa a fost predat de Israel recent înființatei Autorități Nationale Palestiniene.
O nouă încercare de a reînvia obiceiul a avut loc în anul 1997, sub auspiciile Ministerului Cultelor al Autorității Palestiniene și al Waqfului cu un număr restrâns de participanți, din Cisiordania, (inclusiv delegații de cercetași)  și Israel, dat limitările de circulație impuse de Israel locuitorilor arabi ai Cisiordaniei și în zona din jurul sanctuarului. Ierusalimul continuă ca în timpul administrației iordaniene să nu facă parte din traseul pelerinilor.
Pelerinajul a avut loc în prezența simbolurilor naționale  ale arabilor palestineni - portretul președintelui Yasser Arafat, steagul palestinian și intonarea imnului palestinian.

## Note

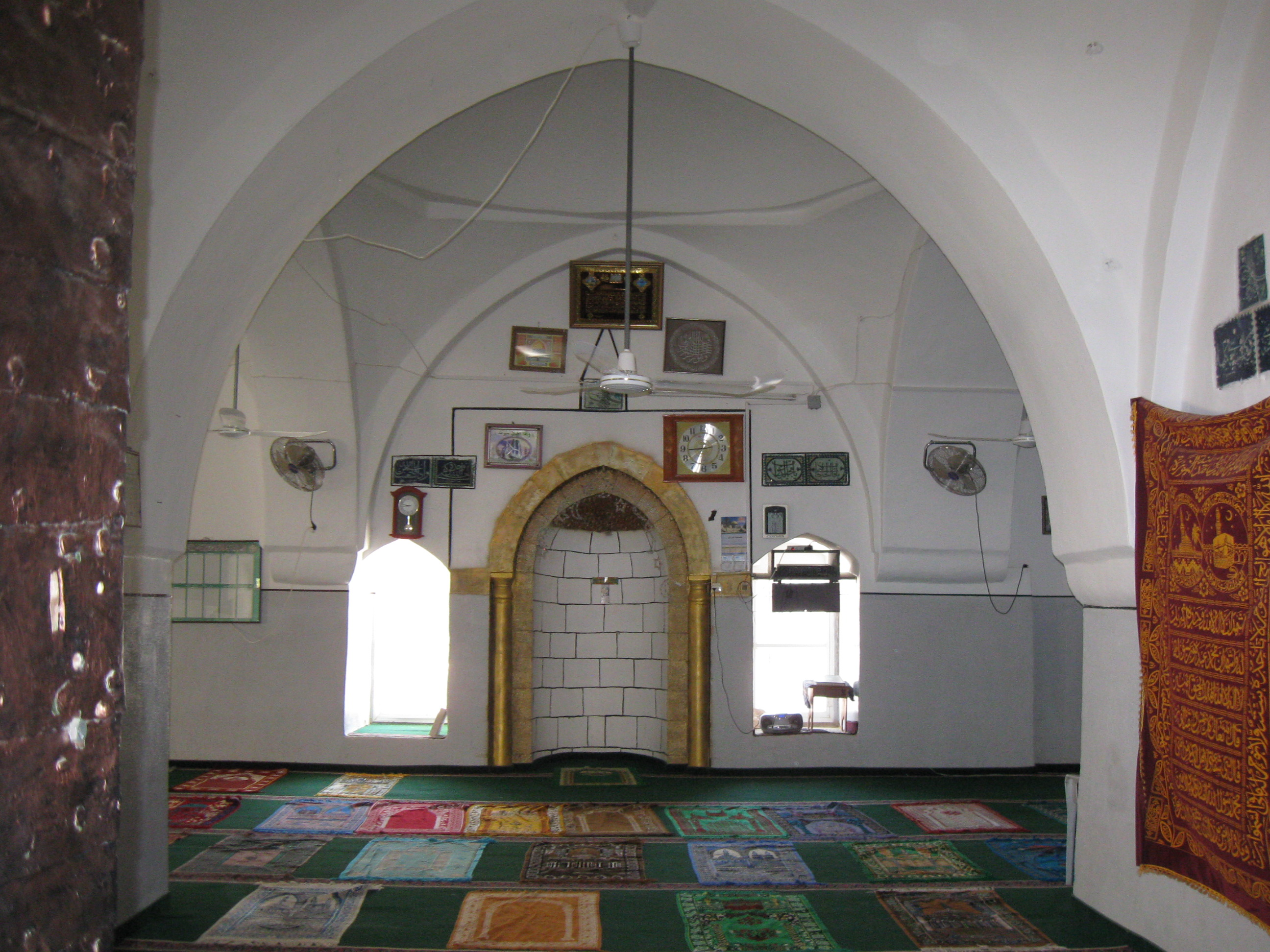
Interiorul moscheii
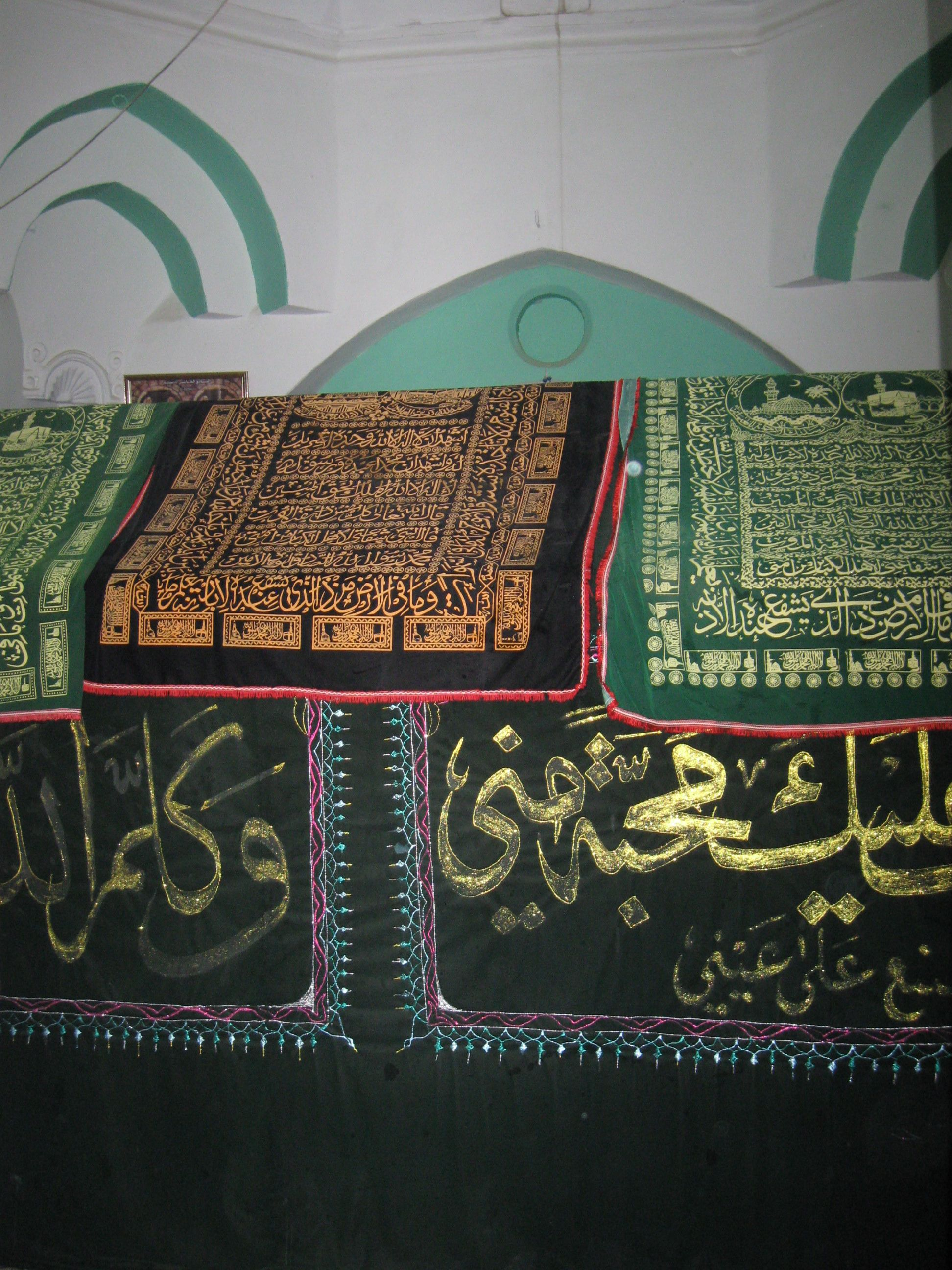
Piatra de mormânt
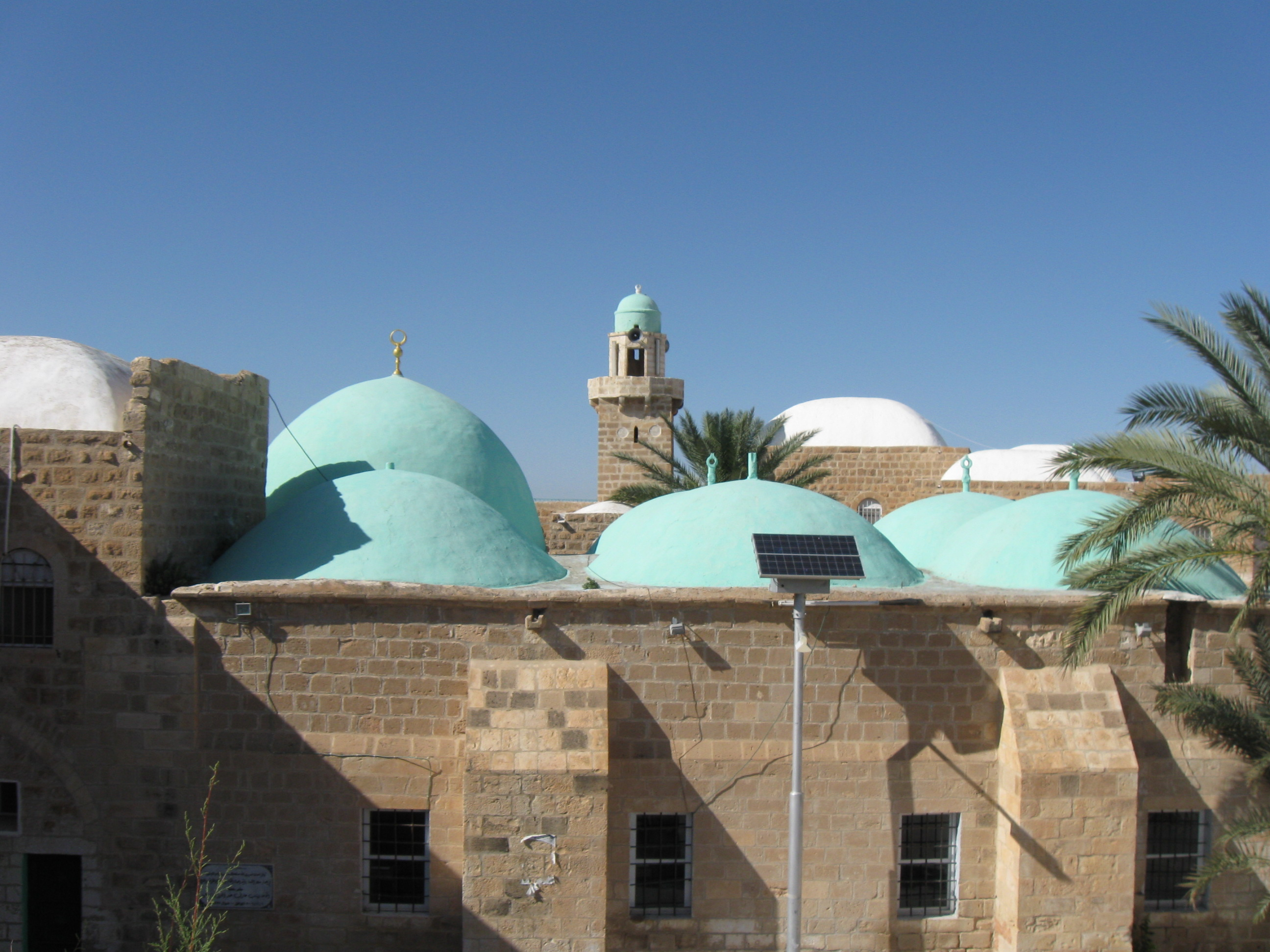
Minaretul moscheii